# 石桥街道 (简阳市)
石桥街道，原为石桥镇，是四川省简阳市下辖的一个镇。2019年12月，撤设设立街道，以原杨柳街道大街社区、红星桥社区、团结村、上安村、杨柳村、天星村、利民村和原石桥镇渡坝村、柏香村、野猫村、陈家坝村、菱角村、石厂堰村、黄泥堰村、永爱村、虎山村、皂角村、火烧店村以及原养马镇大坪村所属行政区域为石桥街道的行政区域，石桥街道办事处驻江西街49号。原石桥镇先明村、永久村、永达村、笔架村、走马村、同心村、燕子村、同合村、建合村、二峨村、三溪村、万家堂村、黄竹村、深湾村、方家寺村、回龙寺村、万家坝村、玉皇村为赤水街道的行政区域，原石桥镇佘家村、窝窝店村所属行政区域为石盘街道的行政区域。

## 概况
石桥街道位于简阳市西约4公里处。与成都洛带古镇一样，是典型的移民古镇，拥有超过两千年的历史。

## 历史
石桥街道拥有悠久的历史。在汉朝石桥便开始生产井盐，清朝时政府在石桥设管理机构，收取盐税。明末清初的湖广填四川使石桥外地人口大增，被称为“六省会所”的福建会馆、广东会馆、贵州会馆、陕西会馆、两湖会馆、江西会馆随之建立，以便协调六省移民和商人纠纷。抗战时期，石桥是有名的川中金融中心、水运码头和商贸中心，号称四川四大古镇之一。当时，全国有13家银行在此设立分行，镇内当时云集了一百多家茶馆，文化事业一片繁荣，以致简阳县衙由简城镇迁至此。战后，随着水运业的衰落，石桥也随之衰落，以至现在鲜有人知到这个曾经的川中名镇。

## 行政区划
石桥街道现辖：
柏香村、笔架村、陈家坝村、渡坝村、二峨村、方家寺村、虎山村、黄泥堰村、黄竹村、回龙寺村、火烧店村、建合村、菱角村、三溪村、深湾村、石厂堰村、同合村、同心村、万家坝村、万家堂村、窝窝店村、先明村、燕子村、野猫村、永爱村、永达村、永久村、玉皇村、皂角树村、走马村和佘家村。

## 交通
石桥街道滨临沱江，水运发达，曾有“小汉口”的别称。民国时期，犹其是抗战期间，石桥水运发展到极盛，石桥码头停靠的船只有时多达千艘，出现了壮观的“水市”之景。因此，民国二十四年，国民政府中央局在石桥设立了“四川省水上警察局”。中华人民共和国成立后，由于公路、铁路运输的迅速发展，石桥码头的盛景已不复存在。